# Алмати
Алмати или Алма Ата (каз. Алматы / Almaty, рус. Алма-Ата), до 1921. звао се Верниј (каз. Верный / Vernyi, рус. Верный) јесте највећи град у Казахстану. Био је главни град Казахстана и претходне Казашке ССР од 1929. године до 1997. године.  Алмати више није главни град Казахстана (сада је то Астана), али је остао главни комерцијални центар Казахстана. У време царске Русије звао се Верниј (рус. Верный). Према процени из 2010. у граду је живело 1.422.354 становника, што представља 8% укупног становништва у Казахстану.
Алмати је и даље главни комерцијални и културни центар Казахстана, као и његов најмногољуднији и најкосмополитски град. Град се налази у планинском подручју јужног Казахстана у близини границе са Киргистаном у подножју Трансилијског Алатауа на надморској висини од 700–900 м (2300–3000 стопа), где се Велика и Мала река Алматинка уливају у равницу.
Град је био део мреже Унескових креативних градова у области музике од новембра 2017. Град је био домаћин међународне конференције о примарној здравственој заштити 1978. године на којој је усвојена Декларација из Алма Ате, обележавајући промену парадигме у глобалном јавном здравству.

## Име града
Име Алмати значи „Богат јабукама”, а руска верзија имена Алма Ата је додељена из заблуде (књижевно значење „Дедина јабука”).

## Историја
Током периода 1000–900 пре нове ере у бронзаном добу, први земљорадници и сточари основали су насеља на територији Алматија. Током периода Сака (од 700. године пре нове ере до почетка хришћанске ере), ове земље су окупирала племена Сака и касније Вусун, која су насељавала територију северно од планинског ланца Тјен Шан, а докази о тим временима пронађени су у виду хумкии и античкаих насеља, посебно џиновске хумке сашких царева. Током периода владавине Саке и Вусуна, Алмати је постао центар раног образовања.
Од 15. до 18. века град је губио на значају јер су трговинске активности опадале на овом делу Пута свиле. Европске нације су водиле више прекоморске трговине бродовима. Овај период је био један од кључних периода за етничке и политичке промене.
Џунгари су извршили инвазију, доминирајући градом и читавим данашњим Казахстаном неко време. Казахстанци су се борили да заштите  земљу и сачувају независност. Године 1730. Казахстанци су победили Џунгаре у планинама Аниракаи, 70 километара северозападно од Алматија. Виша казахстанска хорда (Ули Зхуз) имала је јурисдикцију над регионом. Током осамнаестог века, град и регион били су отприлике близу границе Кокандског каната  Потом је апсорбован као део Руског царства 1850-их.
Да би успоставила контролу над регионом, Русија је изградила тврђаву Заилијское (рус. Заилийское) између река Болшаја и Маленкаја Алматинка. Изградња је почела 4. фебруара 1854. године и углавном је завршена до јесени. Тврђава је била петоугаона дрвена палисада са једном страном изграђена дуж Мале Алматинке. Пред крај године преименован је у Тврђава Верное. Палисада је на крају замењена зидом од цигле са бранама. Главни објекти тврђаве подигнути су око великог централног трга за обуку и парадирање.
Године 1867. насеље око тврђаве је било довољно велико да је реорганизовано у град Алматинск. Пред крај године ово је преименовано у Верни (Верный).
Двадесет осмог маја 1887, у 4 сата ујутро, земљотрес је скоро потпуно уништио место, за 11–12 минута.
Трећег јануара 1911. град је готово комплетно уништено; 770 зграда је срушено као последица земљотреса.
Године 1918, након руске револуције и успостављања бољшевичке власти, совјетска власт је успостављена у Верном. Град и регион су постали део Туркестанске Аутономне Совјетске Социјалистичке Републике (РСФСР). Петог фебруара 1921, Верни је преименован у Алма-Ата, што је једно од древних имена града.
Током 1926. Савет рада и одбране одобрио је изградњу железничке пруге Туркестан-Сибир, која је била кључни елемент будућег раста Казахстана, посебно на истоку и југоистоку региона. Изградња Туркестанско-Сибирске железнице такође је имала одлучујући економски утицај који је снажно утицао на судбину Алма-Ате као главног града Казахстанске АССР. Године 1930. завршена је изградња аутопута и железничке пруге до Алма-Ате.
Двадесет и деветог априла 1927. године, влада је одлучила да престоницу Казахстанске Аутономне Совјетске Социјалистичке Републике пребаци из Кизилорде у Алма-Ату, у оквиру РФСФР.
Тридесет и првог јануара 1928. године, Јосиф Стаљин, тадашњи шеф Свесавезне комунистичке партије (бољшевика), протерао је Лава Троцког, вођу Октобарске револуције 1917. године, у пратњи своје супруге Наталије Седове и сина Лева Седова, у Алма-Ату. Троцки је протеран из Алма-Ате у Турску у фебруару 1929. и отишао је у егзил у Мексико Сити.
Аеродром Алма-Ата је отворен 1930. године, што је омогућило директну везу од Алма-Ате до Москве. рансформацију овог малог града у престоницу Казахстанске ССР убрзала је велика изградња нових административних и државних објеката и стамбених објеката. Велика чистка 1936–38 обухватила је Казахстан; убијени су бројни интелектуалци, активисти, вође, учитељи и други. Совјетска власт је доминирала становништвом. Током 1930-их казахстански номади су патили од глади након нарушавања њихових традиционалног начина живота.
Током Другог светског рата влада је драматично утицала на становништво и структуре града. Да би боље организовала домаћи фронт и концентрисала индустријске и материјалне ресурсе, влада је евакуисала 26.000 људи и бројна индустријска постројења. У  град је пребачено 30 индустријских објеката уклоњених из европског дела СССР-а, осам евакуисаних болница, 15 института, универзитета и техничких школа; и око 20 установа културе. Фимска предузећа из Лењинграда, Кијева и Москве такође су пресељене у град. Доласком великог броја етничких Руса, Казаси су постали мањина у региону.
Током 1941–1945. индустријски потенцијал града значајно се повећао. Развој се повећао током послератних година. Становништво града је порасло са 104.000 1919. на 365.000 1968. године. До 1967. године град је имао 145 предузећа, од којих је већина била у области лаке и прехрамбене индустрија.
Од 1966. до 1971. године изграђено је 1.400.000 квадратних метара јавног и задружног становања. Годишње се градило око 300.000 квадратних метара станова. Већина зграда изграђених у то време биле су вишеспратнице отпорне на земљотрес. Совјетска влада је покушала да диверзификује архитектонске форме. Током овог периода изграђене су многе школе, болнице, објективе за забаву и културу, укључујући Лењинову палату, хотел Казахстан и спортски комплекс Медео.
Шеснаестог децембра 1986. дошло је до побуне у Јелтоксану на тргу Брежњеав (сада Трг Републике) што је била реакција на смену Динмухамеда Кунајева од стране генералног секретара Михаила Горбачова. Седмог септембра 1988. почела је изградња пројекта метроа Алмати; метро је отворен 1. децембра 2011. после 23 године.
Казахстан је прогласио независност од Совјетског Савеза 16. децембра 1991. Влада је 28. јануара 1993. преименовала град из руске Алма-Ате у казахстанско име Алмати. Председник Републике Казахстан Нурсултан Назарбајев је 1997. године одобрио декрет о пребацивању престонице из Алматија у Астану на северу земље.
Првог. јула 1998. године донет је закон којим се Алмати утврђује посебан статус као научног, културног, историјског, финансијског и индустријског центра.
У граду је дошло до великих проблема са загађењем ваздуха . Већ 1995. године емисије честица, тада углавном из градске термоелектране, премашиле су казахстанске и стандарде ЕУ за преко 20 пута. Током 2008. Алмати је био рангиран као 9. најзагађенији град на свету. Студија из 2013. године идентификовала је аутомобиле као главни извор загађења, а констатовано је да је од 2003. и 2013. године обољевање повећано за 1,5 фактор те да град заузима прво место у републици по респираторним, ендокриним и болестима, прценту људи који има канцер и бронхијалне астме, иако нема великих индустријских постројења. Независни локални систем за праћење квалитета ваздуха са мобилном апликацијом покренут је 2017.
Подручје града је проширено последњих година припајањем приградских насеља. Бројни стамбени блокови и пословни небодери трансформисали су изглед града, са изузетком одређених нелегалних насеља која су се опирала планираном рушењу.
Марту 2020. у граду су пријављени први случајеви ковида 19.
У јануару 2022, Алмати је био поприште протеста у Казахстану 2022.

## Становништво
Алмати је град који је у највећој мери космополитски у Казахстану. Од 2018. године, етнички Казахстанци чинили су 61,45% градске популације, што представља повећање са 22% у време стицања независности земље.
Етничке групе (2020):
- Казаси: 61,45%
- Руси: 24,31%
- Ујгури: 5,42%
- Корејци: 1,81%
- Татари: 1,31%
- Други: 5,70%

Према подацима из фебруара 2015. године, национални комитет за статистику пријавио је да Алматско становништво сачињава 1.797.431 становник. Ово је пораст од 37% у односу на попис из 1999. године кад је било 1.129.400 становника, а 44% више у односу на попис из СССР-а из 1981. године са 1.071.900.
| Религија       | 2021       | 2021   |
| Религија       | Популација | %      |
| -------------- | ---------- | ------ |
| Ислам          | 1,172,838  | 57,77% |
| Хришћанство    | 353,477    | 17,41% |
| Нерелигиозност | 87,622     | 4,32%  |
| Будизам        | 4,452      | 0,22%  |
| Јудаизам       | 2,184      | 0,11%  |
| Друга религија | 4,865      | 0,24%  |
| Није наведено  | 404,847    | 19,94% |
| Укупно         | 2,030,285  | 100%   |

## Географија
Алмати се налази у југоисточном Казахстану, скоро 1000 км од главног града Нур-Султана (некада Астане). Главни град Киргистана Бишкек удаљен је 190 км западно, док је Урумћи у Кини готово 1000 км источно.

### Клима
| Клима Алматија                 | Клима Алматија | Клима Алматија | Клима Алматија | Клима Алматија | Клима Алматија | Клима Алматија | Клима Алматија | Клима Алматија | Клима Алматија | Клима Алматија | Клима Алматија | Клима Алматија | Клима Алматија |
| Показатељ \ Месец              | .Јан.          | .Феб.          | .Мар.          | .Апр.          | .Мај.          | .Јун.          | .Јул.          | .Авг.          | .Сеп.          | .Окт.          | .Нов.          | .Дец.          | .Год.          |
| ------------------------------ | -------------- | -------------- | -------------- | -------------- | -------------- | -------------- | -------------- | -------------- | -------------- | -------------- | -------------- | -------------- | -------------- |
| Апсолутни максимум, °C (°F)    | 18,2 (64,8)    | 21,9 (71,4)    | 29,8 (85,6)    | 33,2 (91,8)    | 35,8 (96,4)    | 39,3 (102,7)   | 41,7 (107,1)   | 40,5 (104,9)   | 38,1 (100,6)   | 31,1 (88)      | 25,4 (77,7)    | 19,2 (66,6)    | 41,7 (107,1)   |
| Максимум, °C (°F)              | 0,7 (33,3)     | 2,2 (36)       | 8,7 (47,7)     | 17,3 (63,1)    | 22,4 (72,3)    | 27,5 (81,5)    | 30,0 (86)      | 29,4 (84,9)    | 24,2 (75,6)    | 16,3 (61,3)    | 8,2 (46,8)     | 2,3 (36,1)     | 15,8 (60,4)    |
| Просек, °C (°F)                | −4,7 (23,5)    | −3 (27)        | 3,4 (38,1)     | 11,4 (52,5)    | 16,6 (61,9)    | 21,6 (70,9)    | 23,8 (74,8)    | 22,9 (73,2)    | 17,6 (63,7)    | 9,9 (49,8)     | 2,7 (36,9)     | −2,8 (27)      | 10,0 (50)      |
| Минимум, °C (°F)               | −8,4 (16,9)    | −6,9 (19,6)    | −1,1 (30)      | 5,9 (42,6)     | 11,0 (51,8)    | 15,8 (60,4)    | 18,0 (64,4)    | 16,8 (62,2)    | 11,5 (52,7)    | 4,6 (40,3)     | −1,3 (29,7)    | −6,4 (20,5)    | 5,0 (41)       |
| Апсолутни минимум, °C (°F)     | −30,1 (−22,2)  | −37,7 (−35,9)  | −24,8 (−12,6)  | −10,9 (12,4)   | −7 (19)        | 2,0 (35,6)     | 7,3 (45,1)     | 4,7 (40,5)     | −3 (27)        | −11,9 (10,6)   | −34,1 (−29,4)  | −31,8 (−25,2)  | −37,7 (−35,9)  |
| Количина падавина, mm (in)     | 34 (1,34)      | 42 (1,65)      | 75 (2,95)      | 100 (3,94)     | 106 (4,17)     | 57 (2,24)      | 47 (1,85)      | 30 (1,18)      | 27 (1,06)      | 60 (2,36)      | 56 (2,2)       | 41 (1,61)      | 675 (26,55)    |
| Дани са кишом                  | 4              | 5              | 11             | 14             | 15             | 15             | 15             | 10             | 9              | 10             | 8              | 6              | 122            |
| Дани са снегом                 | 11             | 13             | 8              | 2              | 0,2            | 0              | 0              | 0              | 0,1            | 2              | 6              | 11             | 53,3           |
| Релативна влажност, %          | 77             | 79             | 71             | 59             | 56             | 49             | 46             | 45             | 49             | 64             | 74             | 79             | 62,3           |
| Сунчани сати — месечни просек  | 118            | 119            | 147            | 194            | 241            | 280            | 306            | 294            | 245            | 184            | 127            | 101            | 2.356          |
| Извор #1: Pogoda.ru            |                |                |                |                |                |                |                |                |                |                |                |                |                |
| Извор #2: NOAA (sun 1961–1990) |                |                |                |                |                |                |                |                |                |                |                |                |                |

## Партнерски градови
Алмати је партнерски град са:
- Бишкек[46]
- Малатија[47]
- Росарио[48]
- Александрија[49]
- Модена[50]
- Рига
- Џеда
- Истанбул
- Могадиш
- Тусон
- Рен
- Мекнес
- Санкт Петербург
- Бишкек
- Тел Авив
- Анталија
- Вилњус